# Wenningstedt-Braderup (Sylt)
Wenningstedt-Braderup (Sylt) (Venningsted-Brarup en danois, Woningstair-Brēderep en frison septentrional) est une commune d'Allemagne, située dans le land du Schleswig-Holstein et l'arrondissement de Frise-du-Nord. Elle se situe sur l'île de Sylt.

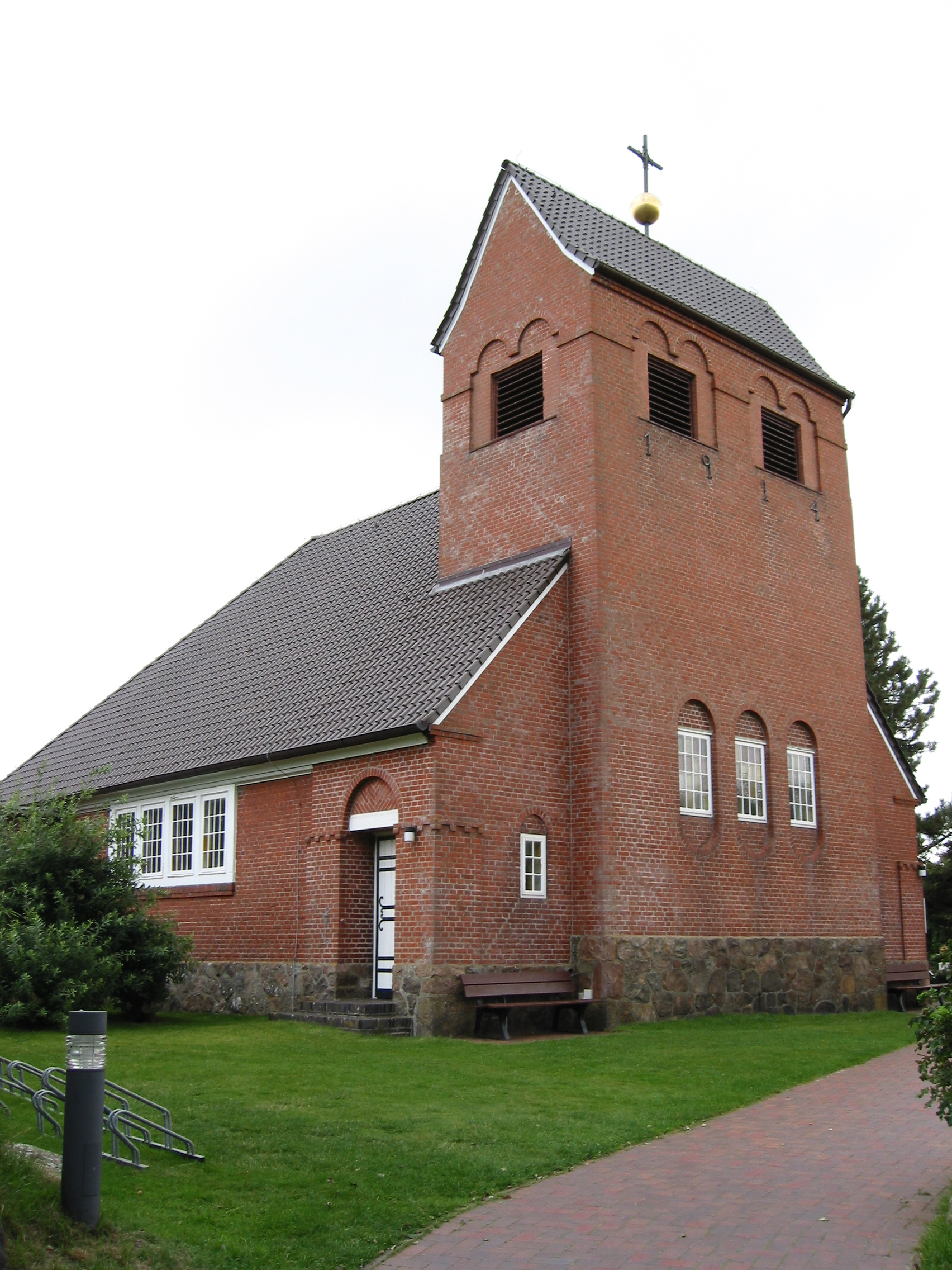
La "chapelle des frisons".